# Tranzschelia arasbaranica
Tranzschelia arasbaranica är en svampart som beskrevs av M. Abbasi & M. Scholler 2005. Tranzschelia arasbaranica ingår i släktet Tranzschelia och familjen Uropyxidaceae.   Inga underarter finns listade i Catalogue of Life.